# 슈미들리사슴쥐 (사슴쥐속)
슈미들리사슴쥐(Peromyscus schmidlyi)는 비단털쥐과에 속하는 설치류의 일종이다. 비교적 최근에 발견된 종으로 멕시코 서부 산악 지대에서 발견된다.